# Клош (шляпка)

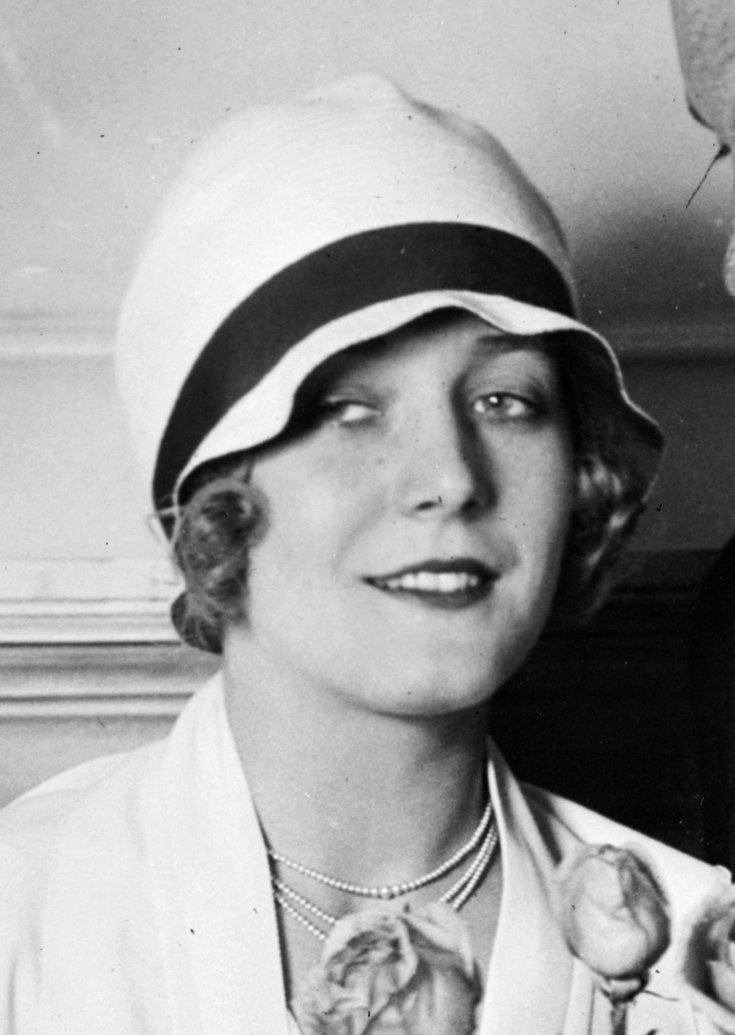
Актриса Вильма Банки в шляпке «клош». 1927

Клош (фр. cloche «колокол») — дамская шляпка в форме колокольчика, модная в 1920-х годах. Создательницей шляпки-клош была французская модистка и дизайнер одежды Каролин Ребу (1837—1927).
Шляпки-клош обычно делались из фетра и плотно облегали голову. Их носили, низко надвинув на лоб. В 1928—1929 годах стало модным заворачивать поля клоша наверх. Эта тенденция сохранилась до начала 1930-х годов. В 1933—1934 годах шляпки-клош вышли из моды.
Клош для девушек-флэпперов 1920-х годов был воплощением юности, свободы и свежести.
В 1920-е годы модницами разработан особый «язык»: с помощью лент на шляпке женщины доводили до всеобщего сведения некое послание. Например, лента в форме стрелы означала, что девушка не замужем, но её сердце занято; плотный узел — дама замужем; а яркий бант — незамужняя девица весьма заинтересована в общении с противоположным полом.
Известные кутюрье, такие, как Ланвен и Молине, открывали ателье с тем, чтобы составить конкуренцию модисткам, специализировавшимся на изготовлении шляп. Шляпы-клош влияли на причёски: стрижка «Итон» (короткая, приглаженная причёска наподобие той, что носила Жозефина Бейкер) стала очень популярной как раз потому, что она идеально подходила для шляпок-клош.
В конце 1980-х годов шляпка-клош ненадолго вернулась в моду благодаря таким дизайнерам, как Патрик Келли. Также клош появился во многих осенних коллекциях 2007 года. В 2008 году благодаря фильму «Подмена», в котором актриса Анджелина Джоли появилась в шляпке-клош, этот аксессуар вновь стал довольно популярен.